# Дебър (вестник)
Вижте пояснителната страница за други значения на Дебър.
„Дебър“ с подзаглавие Политико-литературен вестник е български вестник, издаван и печатан в София от Иван К. Божинов от 1905 до 1907 година.
Вестникът е орган на българските емигранти от Дебър и Дебърско. Публикува статии за състоянието на българското население в Македония и за насилията на властите. В уводната статия на 1 брой се казва:
| „ | След шестдесет годишна люта борба – борба пълна с грозотии и ужаси, борба пълна с гонитби на българския елемент в Дебърско, днес ние вдигаме пред света завесата, за да се видят последствията на тая неравна, на тая непосилна борба на потомците на славните дебърци срещу варварското потисничество, срещу варварското управление на турците, подкрепено от дивите албански орди, от коварната разкапана гръцка раса... Дебърско, чутовното от незапомни години Дебърско, единствения български кът дето цели пет века са се пазели непокътнати българската писменост, старобългарската черковна служба, оня Дебър, дето гръцките коварства, техните интриги дълги години не можаха да убият народния дух, народната бодрост, този Дебър е отдавна обречен на загиване от ония, които и до днес вземат данък от синовете му българи, за да пазят имота, живота и честта им; от ония, които от векове ги грабят, за да съсипят, за да погубят, макар и несъзнателно, и себе си и тях. | “ |

До 12 брой включително (30 август 1905) вестникът носи подзаглавието „Политико-литературен вестник“. В 1905 година (до брой 25) вестникът е седмичник, като излиза в събота, а от 1906 година излиза два пъти в месеца. Общо от вестника излизат 47 броя. На 24 декември 1915 година излиза специален брой, посветен на миналото и сегашното на Дебър.